# 곡성 제호정 고택
곡성 제호정 고택(谷城 霽湖亭 古宅)은 대한민국 전라남도 곡성군 입면 제월리에 있는 조선시대의 가옥이다. 1984년 1월 14일 대한민국의 국가민속문화재 제155호로 지정되었다.

## 개요
섬진강이 반달꼴로 끼고 돌며 멀리 광주 무등산까지 거침없이 바라보이는, 풍수지리상 우리나라에서 가장 아름다운 집자리 가운데 하나일 것이다. 조선 후기의 건물로 '군지촌정사'는 사랑채의 이름이며, 안채, 대문간채와 더불어 전체를 이루고 있다. 전해오는 바에 의하면 18세기 중엽에 건축되었다고 하나 안채는 19세기 초 정도에 지어진 것으로 추정된다.
안채는 '一'자형으로 서쪽부터 2칸의 부엌이 위·아래에 있으며, 그 옆에 큰방이 있는데 앞·뒤에 툇마루를 깔았다. 전면에 2칸의 대청이 있고, 뒷쪽에는 도장과 작은방이 있다. 큰방과 도장 앞은 문시설 없이 개방되었고, 작은방 앞은 문을 달아 가로막았다. 건물은 높이 쌓은 대 위에 있고, 방 앞쪽에는 큰방의 굴뚝시설로 연기가 나가는 구멍이 있다.
안채의 마당 앞에 있는 행랑채의 동쪽에 사랑채이면서, 동네사랑인 군지정사가 있다. 예전에는 이곳이 동네서당으로 쓰였다고 하며, 앞뒤로 담장이 없어서 접근하기 쉽게 하였다. 서쪽부터 사랑방이 위·아래로 있으며, 그 옆에 대청이 놓여 있는데 개방되었다. 방 앞·뒤로는 모두 마루가 깔려있다.
대문간채는 '一'자형으로 안채보다 훨씬 늦게 지었으며, 대문간을 중심으로 동쪽에 2칸 방이 있고 서쪽에는 외양간과 헛간이 있다. 집 앞 언덕 위에는 18세기에 지은 것으로 전하는 정자가 하나 있다.
※ 위 문화재는 일반적으로 관람이 가능하나, 소유주 등의 개인적 사정으로 관람이 제한될 수도 있습니다.

## 같이 보기
- 곡성 함허정 - 전라남도 유형문화재 제160호

## 참고 자료
- 곡성 제호정 고택 - 국가유산청 국가유산포털